# Acanthocephalus serendibensis
Acanthocephalus serendibensis är en hakmaskart som beskrevs av Crusz och Mills 1970. Acanthocephalus serendibensis ingår i släktet Acanthocephalus och familjen Echinorhynchidae. Inga underarter finns listade i Catalogue of Life.